# فرودگاه گرند بند
فرودگاه گرند بند (به انگلیسی: Grand Bend Airport) یک فرودگاه خصوصی است که یک باند فرود شن دارد و طول باند آن ۷۱۳ متر است. این فرودگاه در کشور کانادا قرار دارد و در ارتفاع ۱۹۶ متری از سطح دریا واقع شده‌است.